# سالا، اشتایرمارک
سالا (به آلمانی: Salla) یک منطقهٔ مسکونی در اتریش است که در ویتسبرگ واقع شده‌است. سالا ۴۹٫۴۲ کیلومتر مربع مساحت دارد.